# Basilianus birmanicus
Basilianus birmanicus is een keversoort uit de familie Passalidae. De wetenschappelijke naam van de soort is voor het eerst geldig gepubliceerd in 1914 door Frederic Henry Gravely als Ophrygonius birmanicus.
Hij beschreef de soort aan de hand van een enkel specimen afkomstig uit Birma dat in het British Museum werd bewaard.